# Gilles Savary
Pour les articles homonymes, voir Savary.
Gilles Savary est un homme politique français, né le 6 décembre 1954 à Oradour-sur-Vayres (Haute-Vienne). Membre du Parti socialiste puis de Territoires de progrès, il est député européen de 1999 à 2009 puis député de la Gironde de 2012 à 2017. Il devient en février 2020 délégué général du mouvement créé par les ministres Jean-Yves Le Drian et Olivier Dussopt, Territoires de progrès. Le 9 octobre 2021, il est remplacé à la tête du parti par Olivier Dussopt.

## Biographie

### Carrière professionnelle et débuts en politiques
Gilles Savary est titulaire d'une maîtrise en sciences économiques, d'un DESS d'aménagement du territoire et d'un DEA d'analyse régionale et urbaine de l'université de Bordeaux. Il commence sa carrière comme conseiller dans les cabinets de Philippe Madrelle, président du conseil régional d'Aquitaine de 1982 à 1985, puis de Jean-Michel Baylet, président du Conseil général du Tarn-et-Garonne de 1985 à 1987, et auprès de ce dernier, devenu Secrétaire d'État chargé des Collectivités locales en 1988. Il devient directeur de cabinet de Philippe Madrelle, président du conseil général de la Gironde de 1988 à 1992.  
Il a également été enseignant-chercheur à l'Institut d'économie régional du Sud-Ouest, puis professeur associé à l'Institut d'études politiques de Bordeaux.

### Un début de carrière à Bordeaux dans l'opposition à Alain Juppé
Il est tête de liste MRG dissident aux élections régionales de 1986. À la suite de sa candidature aux élections cantonales de mars 1994 dans le centre de Bordeaux, il devient chef de file de l'opposition socialiste bordelaise jusqu'en mars 2004, où il choisit d'être candidat dans la ville voisine de Talence. Il a ainsi été conseiller municipal de Bordeaux entre juin 1995 et mars 2004, tête de liste socialiste face à Alain Juppé en juin 1995 et mars 2001. Il a également été conseiller communautaire à la Communauté urbaine de Bordeaux durant la même période, dénonçant souvent le pacte de gestion communautaire qui plaçait les socialistes bordelais en position difficile.
Collaborateur de Laurent Fabius, il exerce plusieurs postes à responsabilité au sein du Parti socialiste : membre du conseil national du Parti socialiste depuis 1997, vice-président de la FNESER de 1997 à 2001, et responsable national du PS à l'action locale de 1997 à 2000.

### Député européen (1999-2009)
Gilles Savary s'implante dans la région de Bordeaux. En mars 2004, il est élu pour la première fois conseiller général du canton de Talence. En parallèle, il est conseiller régional et vice-président du conseil régional d'Aquitaine de 1998 à 1999, poste qu'il a abandonné une fois élu député européen en juin 1999. Il est réélu en juin 2004. De 2002 à 2009, il est vice-président de la « commission transports et tourisme » du Parlement européen. Jusqu'en 2004, il a présidé l'intergroupe sur les questions aéronautiques et spatiales. 
Le 30 août 2006, il est désigné comme l'un des porte-parole de l'équipe de campagne de Ségolène Royal.
Lors des élections européennes de 2009, il n'est pas retenu pour figurer sur les listes socialistes et n'est donc plus député européen. Il ne possède plus de mandat politique national. Il est alors toujours conseiller général du canton de Talence, à la suite de sa réélection en 2008, et vice-président du Conseil général de la Gironde.
En février 2010, Jean-Louis Borloo, ministre des Transports et du Développement durable, le nomme médiateur dans un conflit du personnel de la DGAC (Direction générale aviation civile). En septembre 2011, lors du débat national sur l’avenir du modèle ferroviaire français (septembre 2011), il préside la commission « Le ferroviaire français au cœur de l’Europe »
Le 1er décembre 2011, il est désigné candidat aux législatives sur la neuvième circonscription de Gironde par un vote des militants socialistes dans le cadre d'une primaire interne.

### Député de la Gironde (2012-2017)
Le 17 juin 2012 il est élu député de la neuvième circonscription de Gironde avec 63,49 % des voix. Sa suppléante est Laurence Harribey, maire de Noaillan. Il est membre de la commission du développement durable et de l'aménagement du territoire.
À la suite des attentats du 13 novembre 2015, Gilles Savary et quelques autres députés du Parti socialiste présentent une proposition de loi intitulée Transports : sécurité publique, lutte contre le terrorisme et la fraude, réunissant le terrorisme et la fraude dans les transports en commun. Elle passe de dix à cinq le nombre de contraventions conduisant au délit de « fraude d’habitude », la possibilité de verbaliser la vente à la sauvette, et la possibilité de fouiller les petits sacs, tels que les sacs bananes des voyageurs. Elle sanctionne également les mutuelles de fraudeur, et rend illégal le signalement sur les réseaux sociaux de la présence de contrôleurs,,[source insuffisante].

### Rapprochement avec La République en marche (depuis 2017)
Opposé aux frondeurs au sein de la majorité, il se met en retrait de la campagne présidentielle lorsque Benoît Hamon remporte la primaire socialiste de 2017. Il annonce voter pour Emmanuel Macron en mars 2017. Il se voit cependant opposer une candidate de La République en marche, Sophie Mette, qui est élue députée de la 9e circonscription de la Gironde, Gilles Savary obtenant 46,46 % des suffrages exprimés au second tour.
En novembre 2017, quelques mois après son départ de l'Assemblée nationale, et après avoir envisagé de créer son propre cabinet de conseil dans le domaine des transports il devient conseiller spécial de Euros / Agency, cabinet de conseil en affaires publiques et lobbying créé par son ancien collaborateur parlementaire.
À partir de 2017, aux côtés de Jean-Yves Le Drian, il s'investit pour la création d'un « pôle de gauche » au sein de la majorité d'Emmanuel Macron, ayant « la conviction qu'Emmanuel Macron constituera encore le principal recours contre les illibéraux de gauche et de droite en 2022, mais qu'il devra asseoir ses futurs gouvernements sur une coalition dont nous devons préparer l'élargissement de la base politique »[source insuffisante]. Il se met en retrait du Parti socialiste mais en reste adhérent . En 2020, il cofonde avec Le Drian et le secrétaire d'État ex-PS Olivier Dussopt le mouvement Territoires de progrès, qui se veut l'incarnation de cette « aile gauche » venue du Parti socialiste.
Opposé à une fusion avec La République en marche — au sein de Renaissance —, il fait défection en novembre 2022. Il fonde alors avec Yves Durand un Collectif des sociaux-démocrates réformateurs (CSDR) qui annonce adhérer à La Convention, le nouveau mouvement de Bernard Cazeneuve.
Il est décoré chevalier de Légion d'honneur en 2020.